# Markt 16 (Coburg)

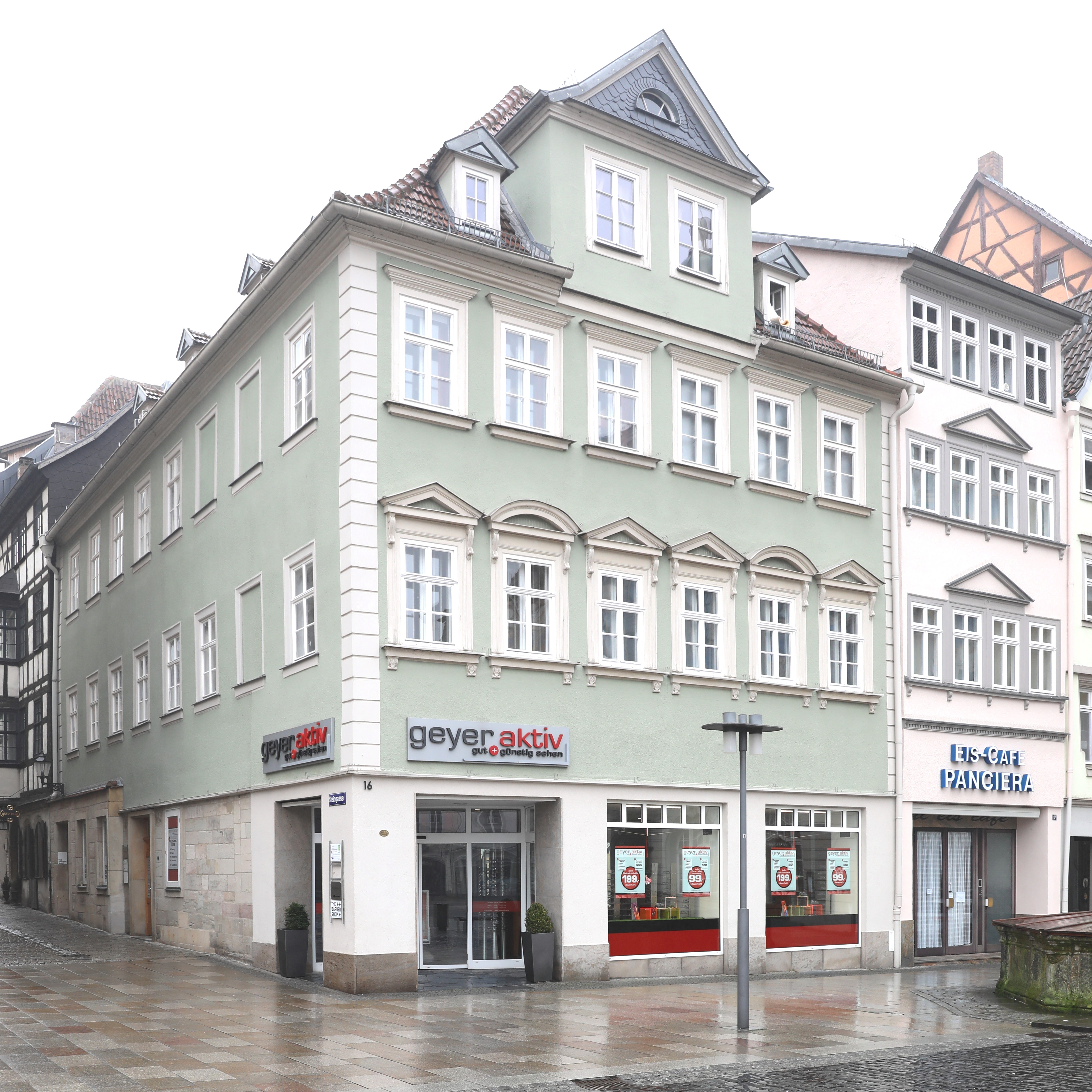
Wohn- und Geschäftshaus Markt 16 in Coburg

Das Wohn- und Geschäftshaus Markt 16 steht am Marktplatz der oberfränkischen Stadt Coburg. Das denkmalgeschützte, dreigeschossige Eckgebäude hat einen spätmittelalterlichen Kern.

## Geschichte
Ein Haus wurde 1399 erstmals erwähnt und 1698 als sehr altes Eckhaus mit drei Stockwerken, drei Stuben, drei Gewölben und zwei Kellern beschrieben. Das Anwesen geht auf ursprünglich zwei Gebäude zurück. Ein Fassadensprung in der Steingasse im Erdgeschoss zu einem schmaleren, östlichen Flügel und drei Gewölbe im Erdgeschoss sowie zwei Keller deuten darauf hin.
Um 1800 veranlasste der Kauf- und Handelsmann Johann Salomon Krepper eine Fassadenumgestaltung. Belegt ist für das Jahr 1879 ein Ladeneinbau im Erdgeschoss mit einer Fassadenänderung und eine Umlegung des Hausflures an das seitliche Treppenhaus an der Steingasse. 1910 ließ der Kaufmann Otto Frenkel die Laubengänge im Hof entfernen. Weitere Umbauten im Ladenbereich des Erdgeschosses mit einer Entkernung folgten 1957 und 1990 sowie 1997 im zweiten Obergeschoss für eine Praxis.

## Architektur
Die Fassade besteht aus einem massiven Erdgeschoss, zum Markt modern gestaltet und in der Steingasse noch aus Quadermauerwerk bestehend mit zwei Türen, die östliche eine Ladentür, die westliche die Haustür. Im rückwärtigen Teil der Steingasse springt im Erdgeschoss ein Quaderbau dreiachsig vor.
Die 1879 entstandene Hauptfassade zum Markt besteht aus einer verputzten Fachwerkkonstruktion mit hohen Brüstungen und engen Fensterabständen. Sie ist durch genutete Lisenen eingerahmt und hat in den Obergeschossen sechs Fensterachsen. Im ersten Obergeschoss besitzen die rechteckigen Fenster dreieckige und segmentbogige Verdachungen auf Konsolen, im zweiten Obergeschoss tragen sie nur Sturzprofile. Den oberen Abschluss bildet ein einseitiges Walmdach mit einem mittigen, zweiachsigen Zwerchhaus und einem verschieferten Dreiecksgiebel. Beidseitig ist je eine Satteldachgaube angeordnet. Die längere Fassadenseite in der Steingasse ist in den beiden Obergeschossen durch acht einfach gestaltete, regelmäßig angeordnete Fensterachsen gekennzeichnet. Das Dach trägt fünf Hausgauben.